# Cmentarz wojenny nr 11 – Wola Cieklińska
Cmentarz wojenny nr 11 - Wola Cieklińska – austriacki cmentarz z I wojny światowej, znajduje się w miejscowości Wola Cieklińska.
Zaprojektowany przez Dušana Jurkoviča. Zbudowany został na planie dwóch przylegających okręgów. Główny pomnik został wykonany w formie rotundy. Na tablicy wyryto napis (tłum.):
 "Wyruszyliśmy na bój, a znaleźliśmy pokój".
 Pochowano tu 22 żołnierzy austro-węgierskich, 46 niemieckich i 46 rosyjskich.
Cmentarz jest obiektem Szlaku Frontu Wschodniego I Wojny Światowej na obszarze województwa podkarpackiego.